# 肯尼亞側頸龜
肯尼亞側頸龜（學名：Pelusios broadleyi）又稱圖爾卡納泥龜 ，是非洲側頸龜屬下的一種龜，只生活在肯尼亞。